# Гражданин, говори по-турецки!
Гражданин, говори по-турецки! (тур. Vatandaş Türkçe konuş!) — кампания, первоначально начатая студентами и впоследствии поддержанная турецким правительством, целью которой являлось заставить граждан, не владеющих турецким языком, использовать его в общественных местах. Проводилась в 1930-х годах. В отдельных местностях Турции с граждан, говоривших в публичных местах на языках, отличном от турецкого, взимались штрафы. Некоторые исследователи считают эту кампанию важным шагом в политике тюркизации.

## История

### Предыстория
Ещё в период существования Османской империи в 1911 году комитет «Единение и прогресс» принял решение о введении во всех школах империи турецкого языка, целью этого была денационализация всех нетурок и внедрение турецкого патриотизма. В ходе реформирования системы образования и внедрения народной формы турецкого языка, была осуществлена попытка добиться лингвистической гомогенности страны. Целью стандартизации турецкого языка было ослабление связи между османским языком и прошлым, чтобы создать новую турецкую идентичность.
Двумя основополагающими принципами, на которых после распада Османской империи была создана турецкая республика, были национализм и секуляризм . Создатель турецкой республики Мустафа Кемаль Ататюрк намеревался создать из обломков Османской империи национальное государство. Кемалисты дают такое определение термину «турецкий народ»: «те, кто защищают и продвигают моральные, духовные, культурные и гуманистические ценности турецкой нации». Одним из критериев национальной идентичности, согласно кемалистам, являлось владение турецким языком. В 1931 году во время одной из своих речей в Адане Ататюрк сказал:
Одно из наиболее очевидных и важных качеств нации — это язык. Человек, который говорит, что принадлежит к турецкой нации, должен при любых обстоятельствах говорить по-турецки. Невозможно поверить человеку, утверждающему, что он принадлежит к турецкой нации и турецкой культуре, если он не владеет турецким языком.Мустафа Кемаль Ататюрк
Многие турецкие политики и интеллектуалы считали, что тот, кто хочет стать полноправным гражданином Турции, должен знать турецкий язык и говорить на нём. Например, Хамдуллах Супхи Танрыовер утверждал, что представители национальных меньшинств не должны становиться гражданами Турции, если они не владеют турецким языком и не приняли турецкую культуру. С течением времени преподавание на языках национальных меньшинств сокращалось, в мае 1923 года министерство образования Турции издало указ об обязательном изучении турецкого языка, истории и географии во всех немусульманских школах. Эти предметы должны были преподаваться на турецком языке, «чистыми турками», назначаемыми министерством. Зарплата «чистых турок», установленная министерством образования, была выше, чем у обычных преподавателей, и становилась тяжёлым финансовым бременем для школ национальных меньшинств.
В 1935 году на Четвёртом конгрессе республиканской партии премьер-министр Исмет Инёню заявил: «Мы не будем молчать. Все граждане, живущие с нами, должны говорить по-турецки!».
Кампания вышла за пределы простой популяризации турецкого языка и привела к фактическому запрету остальных языков, помимо турецкого.

### Кампания
13 января 1928 года студенты юридического факультета Стамбульского университета начали кампанию, целью которой являлось популяризация использования в общественных местах исключительно турецкого языка. Участники кампании с надписью: «Мы не можем назвать турком того, кто не говорит по-турецки». Некоторые участники кампании скандировали: «Говори по-турецки или покинь страну!». В крупных городах размещались плакаты с надписью «Гражданин, говори по-турецки!», также кампания поддерживалась СМИ, прессой и политическими кругами по всей стране. В театрах, ресторанах и отелях размещались таблички, призывающие использовать турецкий язык, многие люди, говорившие на иных языках, подвергались нападкам и преследованию.
Иногда люди, говорившие на языке, отличном от турецкого, обвинялись в «оскорблении турецкости» (статья 159 действовавшего на тот момент УК) и привлекались к уголовной ответственности.
В 1960-х годах наблюдалось частичное возрождение кампании: аналогичные призывы снова размещались по всей Турции.

### Поддержка со стороны правительства
Ещё до начала кампании правительство Турции предприняло ряд шагов, чтобы сделать турецкий язык единственным, использующимся в стране. В 1924 году Великое национальное собрание рассматривало закон, в котором предлагалось сделать использование турецкого языка обязательным, а отказывающихся говорить на нём штрафовать. Ещё во время обсуждения закона муниципалитет Бурсы ввёл на подконтрольной территории штрафы для людей, говоривших в общественных местах на любом языке, отличном от турецкого. В 1927 году аналогичные штрафы были введены в Балыкесире и Бергаме.
После начала в 1928 году кампании по всей стране были проведены аресты, которые поощряло правительство, заявлявшее, что эти меры необходимы, чтобы «сделать турецкий язык родным для турок, говорящих на иностранных диалектах, с целью интегрировать их в турецкое общество». Имеются сообщения, что в 1933 году в Мерсине подверглись нападкам граждане Великобритании, говорившие на французском языке. Кроме того, были арестованы сотни людей, говорившие в общественных местах на языках, отличных от турецкого.